# Jurij Brězan
Jurij Brězan (Räckelwitz, 1916. június 9. – Kamenz, 2006. március 12.) szorb–német újságíró és író. Fiatalkorában három húgának mondott meséket. 1933-tól egy szorb ellenálló csoport tagja volt. 1942 és 1944 közt a Wehrmacht katonája volt, amerikai fogságba került. 1949-től az NDK-ban élt, ahol elnyerte a Nemzeti Díjat.

## Magyarul
- Fridolin, a ló. Elbeszélések; ford. Vázsonyi Endre; Szépirodalmi, Bp., 1954
- Férfiévek. Regény; ford. Gergely Erzsébet; Kossuth, Bp., 1967